# Benahoaritas
Benahoaritas oder Auaritas waren die ersten bekannten Bewohner der Kanarischen Insel La Palma. Dauerhafte Siedlungen auf der Insel und Beziehungen zum Mittelmeerraum sind aus dem 3. Jahrhundert v. Chr. nachgewiesen. Ab dem 4. Jahrhundert n. Chr. lebten die Altkanarier ohne Kontakte zu den anderen Inseln. In den folgenden etwa 1000 Jahren entwickelten sie eine eigene Kultur. Nach der Eroberung der Kanarischen Inseln im Auftrag der Krone von Kastilien im 15. Jahrhundert wurden die Benahoaritas durch verschiedene Maßnahmen der Eroberer als eigenständige Ethnie ausgelöscht.

## Erste Besiedelung La Palmas
Über die erste Besiedlung der Kanarischen Inseln gibt es verschiedene Hypothesen. Auf der Grundlage neuer archäologischer Funde geht man heute davon aus, dass die Inseln etwa ab der Mitte des 1. Jahrtausends v. Chr. als karthagische Kolonie besiedelt wurden. Die ältesten eindeutig datierten Funde auf La Palma, die in das 3. Jahrhundert v. Chr. zurückgehen, stammen aus der Begräbnisstätte La Palmera in Tijarafe. Die Besiedlung war kein einmaliger Vorgang, sondern ein Prozess, bei dem über längere Zeit Siedler aus verschiedenen Gebieten rund um die Meerenge von Gibraltar auf die Kanarischen Inseln kamen.
Mit der Zerstörung Karthagos im Jahr 146 v. Chr. wurden die Beziehungen zum mittelmeerischen Wirtschaftsraum unterbrochen. Im 1. Jahrhundert n. Chr. nahmen die Römer bzw. romanisierte Staaten Nordafrikas die Verbindung wieder auf. Mit der Reichskrise des 3. Jahrhunderts n. Chr. brachen die Verbindungen der Insel La Palma mit dem mittelmeerischen Kulturkreis ab. Auch die Verbindungen mit den anderen Kanarischen Inseln konnten die Benahoaritas nicht aufrechterhalten, da sie weder Werkzeuge zum Bau seetüchtiger Schiffe noch nautische Kenntnisse besaßen. In den folgenden rund 1000 Jahren bis zum 14. Jahrhundert entwickelte sich auf La Palma eine eigene Kultur der Benahoaritas.
Es gibt nur sehr wenige schriftliche Informationen über die Ureinwohner La Palmas aus der Zeit der Wiederentdeckung der Inseln durch die Europäer im 14. und 15. Jahrhundert. Die ersten umfangreicheren schriftlichen Informationen über das Leben der Ureinwohner der Insel stammen von Leonardo Torriani, der sich von 1587 bis 1593, also etwa 100 Jahre nach Eroberung auf der Insel aufhielt, und Juan de Abréu Galindo (1632). Ein Teil der Angaben dieser historischen Autoren wird durch archäologische Funde widerlegt.

## Aussehen
Anthropologische Untersuchungen an den wenigen vorhandenen Untersuchungsobjekten konnten keine eindeutigen Ergebnisse über das Aussehen der Benahoaritas erbringen. In den Berichten, die es aus der Zeit der Wiederentdeckung der Inseln durch die Europäer gibt, heißt es, dass die Benahoaritas die am größten gewachsenen Menschen auf den Kanarischen Inseln waren. Wissenschaftliche Studien an menschlichen Knochen aus der Zeit vor der Wiederentdeckung der Inseln durch die Europäer ermittelten eine mittlere Größe von 1,70 m für Männer und 1,65 für Frauen.

## Sprache
Es ist wahrscheinlich, dass zur Zeit der ersten Besiedlung die Bewohner aller Kanarischen Inseln ähnliche Sprachen oder (Berber-)Dialekte verwendeten. Da es im Verlauf der folgenden mehr als 1000 Jahre keine Verbindungen zwischen den Inseln gab, entwickelten sich die auf den verschiedenen Inseln gesprochenen Sprachen oder Dialekte, die heute meist unter der Bezeichnung Guanche zusammengefasst werden, isoliert und wiesen zu Beginn des 15. Jahrhunderts so große Unterschiede auf, dass die Bewohner einer Insel die Bewohner einer anderen Insel nicht verstehen konnten.

## Gesellschaft

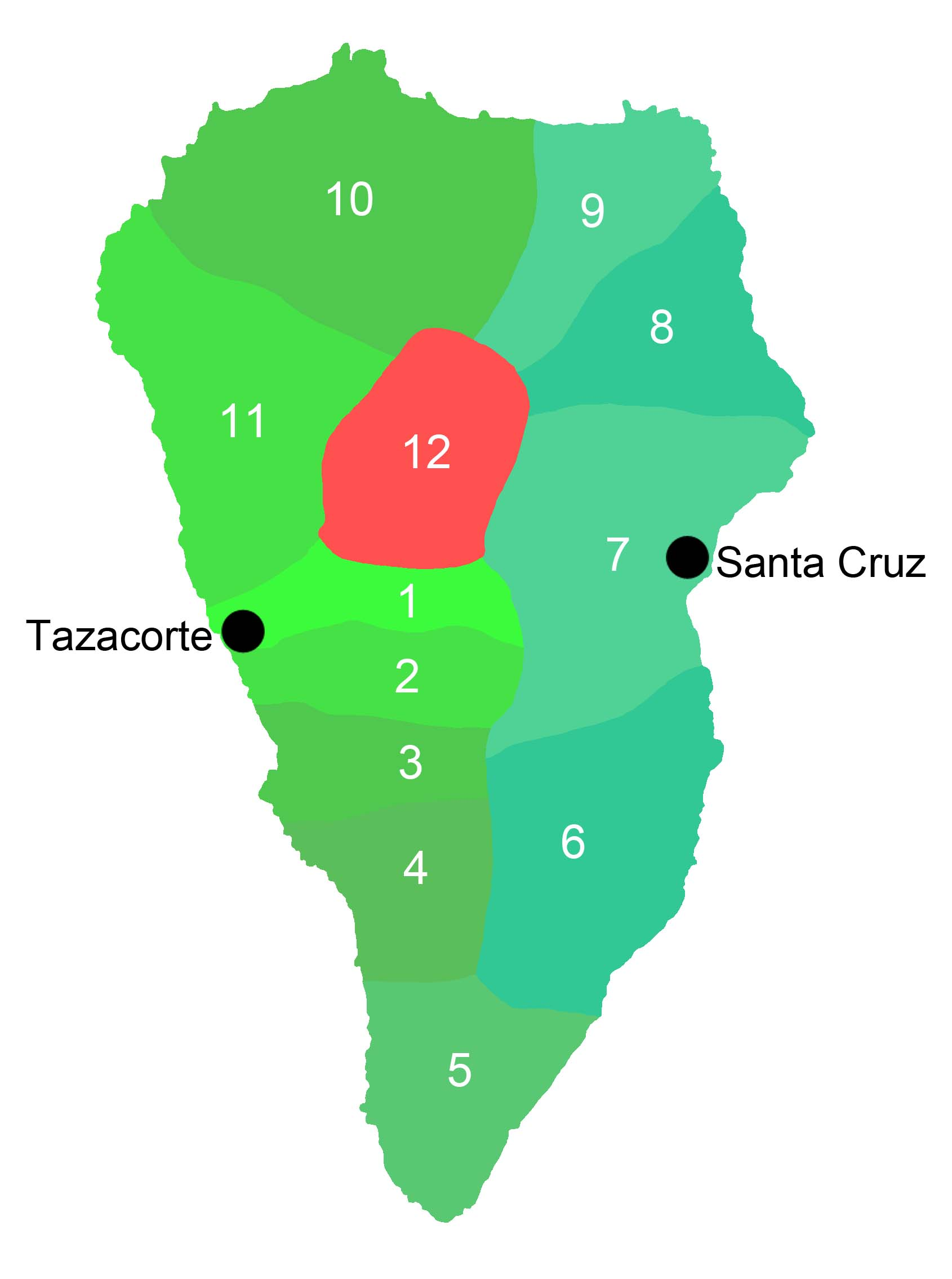
Herrschaftsgebiete auf der Insel La Palma im Jahr 1492
1 Aridane,
2 Tihuya,
3 Tamanca,
4 Ahenguareme,
5 Tigalate,
6 Tedote,
7 Tenagua,
8 Adeyajamen,
9 Tagaragra,
10 Tagalgen,
11 Tijarafe,
12 Aceró

Die Insel war vor der Eroberung im Jahr 1493 in zwölf Stammesgebiete geteilt. An der Spitze jedes unabhängigen Stammes standen jeweils bis zu drei Hauptmänner. Die ethnohistorischen Quellen geben keinerlei Informationen über Regierungsorgane noch über die soziale Schichtenbildung. Das Vorhandensein mumifizierter Körper, einer Reihe von Schmuckgegenständen und anderer kunstvoller Objekte führten zu der Annahme, dass es Personen von hohem Rang gab, deren Ansehen von anderen Mitgliedern der Gemeinschaft anerkannt wurde.
In dem Bericht des Portugiesen Diogo Gomes, aus der Zeit vor der Eroberung der Insel, schildert er sehr genau die Tötung von Kindern durch ihre Eltern, als eine Maßnahme gegen die Überbevölkerung. Die Benahoaritas waren angeblich nicht in der Lage, ihre Nahrungsmittelproduktion zu erhöhen, und aufgrund der abgeschiedenen Insellage hatten sie keine Möglichkeiten, ihr Wirtschaftsgebiet auszuweiten. Für die Kindstötungen gibt es keine archäologischen Beweise.

## Religion
Nach ethnohistorischen Quellen glaubten die Benahoaritas an das Vorhandensein eines obersten Gottes, den sie „Abora“ („das höchste Licht“) nannten. Dieser Gott wohnte im Himmel, der als „tigot“ oder „tigotán“ bekannt war. Einige Forscher setzen diesen Gott mit der Sonne gleich.
Es gibt Hinweise darauf, dass die Benahoaritas den Sonnenkult feierten, in dem sie Steine auf einen Haufen stapelten. In einigen dieser „Pyramiden“, z. B. am Roque de Los Muchachos (Garafía), fand man Steine mit spiralförmigen und kreisförmigen Einkerbungen, die als Sonnensymbole interpretiert werden.
Der Mond wurde von den Benahoritas als eine der obersten Gottheiten angesehen. Er spielte als Himmelskörper bei der Bestimmung des Jahreskreislaufes neben der Sonne eine bedeutende Rolle bei der Voraussage für die Naturabläufe. Durch die Beobachtung des Mondes war es den Benahoaritas möglich, eine Wettervorhersage zu erstellen.

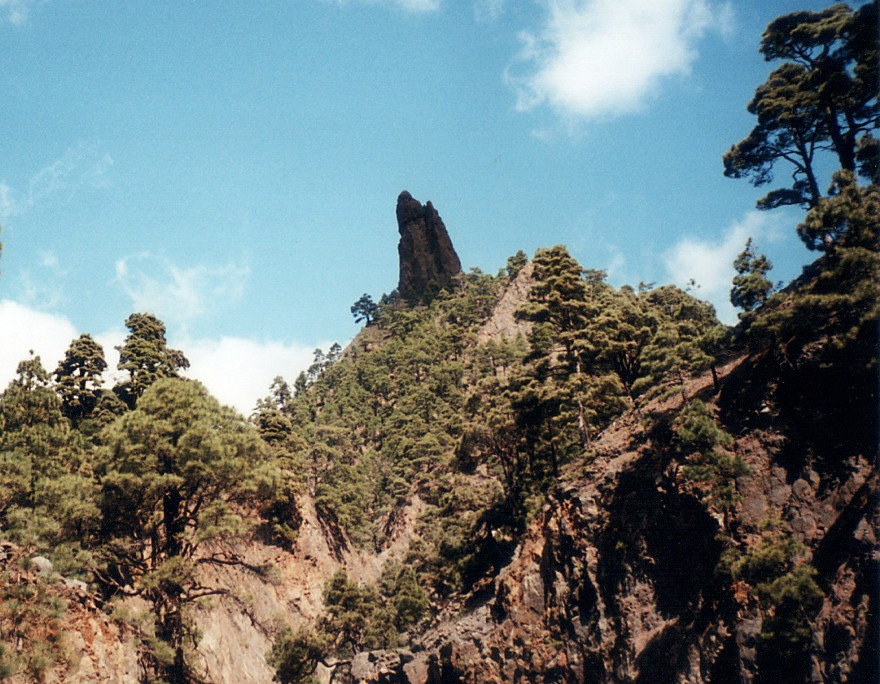
Der Roque Idafe

Ein historischer Bericht, besagt, dass die Benahoritas, wie viele Kulturen des Altertums, die Vorstellung von einer Weltachse hatten. Der Roque Idafe, ein Monolith, der sich innerhalb des Nationalparks Caldera de Taburiente befindet, war für die Benahoaritas eine solche „Axis Mundi“, ein Pfeiler, der das Himmelsgewölbe trägt und die Erde mit dem Himmel verbindet, ein Ort, an dem sich die guten Geister und die bösen Wesen befinden. An dieser Stelle brachten die Benahoaritas die Innereien ihrer geschlachteten Tiere als Opfer dar.
Auf La Palma wurden an verschiedenen Orten kleine Plastiken mit unterschiedlichen anthropomorphen, zoomorphen (tierförmigen) und nicht klar definierten Formen gefunden, die als „Ídolos von La Palma“ bezeichnet werden. Sie wurden aus Ton hergestellt und mit geometrischen Mustern verziert, ähnlich denen, die die Keramiken schmückten. Alle diese „Idolillos“ (kleine Idole) wurden von Amateurarchäologen gefunden und ohne wissenschaftliche Methodik ausgegraben. In der Mehrzahl der Fälle sind die Fundstellen und der damit verbundene kulturelle Zusammenhang unbekannt. Die Figuren tragen zwar die Bezeichnung „Ídolos“ oder „Idolillos“, ob es sich aber wirklich um heilige oder magische Gegenstände handelte, die kultisch verehrt wurden, ist nicht sicher.

## Bestattung
Die allgemein verbreitete Sitte war die Beisetzung der Verstorbenen in Höhlen aller Größen und Formen, von ganz kleinen Höhlen für nur einen Körper bis zu Beisetzungsstellen, die mehr als 20 Körper enthielten. In einer Begräbnisstätte im Barranco del Espigón hat man mumifizierte menschliche Überreste gefunden. Der Fund ist von besonderer Bedeutung, da es sich dabei um den einzigen dieser Art auf La Palma handelt, bei dem man die genaue Herkunft kennt. Bei den in Felle eingenähten Mumien ist man nicht sicher, ob die Mumifizierung auf konservierende Eingriffe durch Menschen oder auf zufällige Einflüsse zurückzuführen ist. Ebenso ist nicht geklärt, ob es sich bei angebrannten Knochen, die in einigen Beisetzungshöhlen gefunden wurden, um das Ergebnis einer in den Höhlen vorgenommenen Feuerbestattung oder um zufällige Brandereignisse handelte.

## Wohnstätten

### Höhlen
Die Benahoaritas wohnten in den zahlreichen natürlichen Höhlen, die sich in den Seitenwänden der Barrancos befinden. Sie wurden zum größten Teil ohne irgendwelche Veränderungen genutzt. Die Bewohner beschränkten sich darauf, Trockenmauern am Eingang zu errichten, die gegen Wind und Sonne schützen. Steinbänke und Konsolen dienten dazu, Gegenstände zu lagern. Die Feuerstellen befanden sich an den Eingängen der Höhlen. Im Innersten lagen die Schlafräume. Die Qualität einer Wohnhöhle war bestimmt durch den vorhandenen Raum, die Ausrichtung, die Nähe von Quellen sowie die Möglichkeit, Fischfang und den Fang von Meeresfrüchten zu betreiben. Auf der Nord- und Nordostseite der Insel lagen die Höhlen selten über einer Höhe von 400 Metern, während auf der Ost- und der Nordwestseite ausgedehnte Siedlungen bis in 1000 Metern Höhe vorhanden waren.

### Hütten
In der südlichen Hälfte der Insel führte die Knappheit natürlicher Höhlen dazu, dass die charakteristischen Wohnungen in ausgedehnten Hüttenorten vom Strand bis in 1.500 Metern Höhe lagen. Die Hütten hatten einen Durchmesser von etwa 2 Metern. Der Grundriss war kreisförmig oder oval. Gelegentlich bildeten sie große gemeinsame Bauwerke mit aneinander gebauten Mauern. Ihre Eingänge waren immer zur windabgewandten Seite ausgerichtet. Die Mauern waren am Boden bis zu einem Meter breit. Die Höhe der Wände überschritt nie 1,60 Meter. Die Dächer bestanden aus Pflanzenmaterial. Es ist sehr wahrscheinlich, dass sich dazwischen flache Steinplatten befanden.

## Ernährung
Die Wirtschaft der Benahoaritas war hauptsächlich auf Hirtentätigkeit ausgerichtet. Die ethnohistorischen Daten und die zooarchäologischen Studien zeigen, dass sie gemischte Herden aus Ziegen, Schafen und Schweinen hatten. Den Hauptanteil bildeten die Ziegen. Im Verlauf des Jahres wurden die Herden in den unterschiedlichen Klima- und Wachstumszonen der Insel gehalten. Von den Viehherden hing die Lebensmittelversorgung durch Fleisch, Milch und daraus hergestellten Käse ab, auch Gegenstände des täglichen Lebens wie die Bekleidung, Schuhe, Decken, Taschen usw. waren Ergebnisse der Viehhaltung.
Die Benahoaritas ernährten sich weitgehend von Fleisch und Milchprodukten. Während man lange Zeit davon ausging, dass sie keinerlei Getreide kannten, wie es die historische Quelle Juan de Abreu Galindo im 17. Jahrhundert behauptete, wurden im Jahr 1985 während der Ausgrabungen der Höhlen von Tendal eine große Menge von Weizenkörnern, Gerstenkörnern, Linsen und Bohnen gefunden, die eine vollkommen eingerichtete Landwirtschaft anzeigen. Eine ergänzende Rolle bei der Lebensmittelversorgung spielten der Fang von Fischen und Meerestieren. Auch darüber sind die Angaben der historischen Quellen, die behaupten, dass die Benahoaritas keinerlei Fischfang betrieben, offenbar ungenau. Es wurden bedeutende Mengen von Resten von Muscheln und Fischen gefunden, die in den flachen Ufergebieten vorkommen. Die Funde zeigen auch, dass die Inselbewohner Jagd auf Vögel machten. Darüber hinaus wurden Datteln, Mocán (die Früchte einer in Makaronesien endemischen Pflanze aus der Familie der Pentaphylacaceae), Pinienkerne, Bicácaros (die Früchte der Kanaren-Glockenblume), Madroños (die Früchte des kanarischen Erdbeerbaums, Arbutus canariensis) und getrocknete und gemahlene Wurzeln des Farnkrauts gegessen. Die durch die Ausgrabungen gewonnenen Erkenntnisse über die Ernährungsweise der Benahoaritas wurden durch Knochenuntersuchungen bestätigt, die zu dem Ergebnis kamen, dass zwar ein großer Teil der Nahrung aus Fleisch bestand, aber auch nachweisbar Fisch und Pflanzen gegessen wurden.

## Gegenstände des täglichen Gebrauchs
Keramik

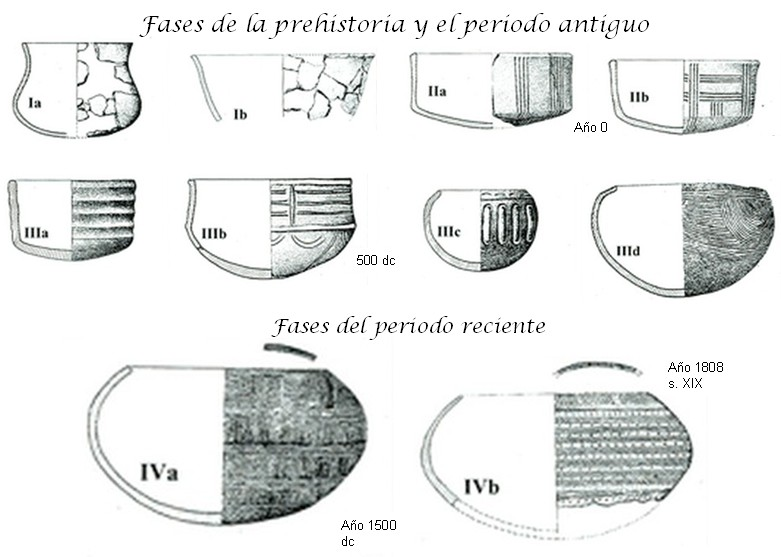
Gefäße der vier verschiedenen Phasen

Die Benahoaritas kannten keine Töpferscheibe. Die Brennöfen bestanden aus einem einfachen Loch in der Erde, das mit pflanzlichem Material abgedeckt wurde. Die zahlreichen unterschiedlichen Keramikfunde auf der Insel La Palma ermöglichen es, die Zeit zwischen der ersten Besiedlung der Insel, vermutlich im 2. bis 1. Jahrhundert v. Chr. bis zur Zeit der Eroberung im 15. Jahrhundert, in vier Abschnitte mit verschiedenen Unterabschnitten zu unterteilen, die sich an dem eindeutigen Stilwandel der Keramikerzeugnisse orientieren.
Bei den Gefäßen der Phase I war das Ausgangsmaterial von geringer Qualität und es gab keinerlei Verzierungen. In der Phase II waren die kegelstumpfförmigen oder zylindrischen Gefäße mit geraden Linien verziert. Während der Phase III ging die Entwicklung von kegelstumpfförmigen oder zylindrischen Gefäßen mit rillenförmigen, reliefartigen Verzierungen über zu kugelförmigen, auch an den Kanten verzierten Gefäßen sowie zu Verzierungen mit gerundeten Linien, besonders konzentrischen Halbkreisen oder ovalen Motiven. In der Phase IV bestand die Tendenz zu Kugelformen und flächendeckenden Verzierungen, die durch Eindrücken unterschiedlicher Formen erzeugt wurden.
Einige sehr kleine Näpfchen, bekannt als „microcerámicas“, die dazu dienten, kostbare Substanzen wie Salben und Medizin aufzubewahren, wurden auf die gleiche Art wie die anderen Gefäße hergestellt. Ebenfalls aus gebranntem Ton bestanden die „foniles“ genannten Geräte, die verwendet wurden um nach dem Melken den Schmutz aus der Milch zu filtern.
Stein
Da es auf der Insel keine nutzbaren Metallvorkommen gibt, wurden Werkzeuge zum Schneiden, Zerkleinern, Schaben, Zerlegen und Mahlen meist aus Basalt oder Phonolith hergestellt. Obsidian kommt auf La Palma nur im Bereich der Caldera und auch da sehr selten vor. Steinwerkzeuge wurden benutzt, um andere Materialien wie Holz und Knochen zu bearbeiten, für die Bearbeitung von Fellen und das Einschlagen oder Einritzen von Petroglyphen. An vielen Stellen der Insel wurden aus zwei Steinen bestehende Handmühlen gefunden, die zur Herstellung von Gofio verwendet wurden.
Pflanzenfasern
Die Verwendung von Pflanzenfasern ist aufgrund der geringen Haltbarkeit dieses Materials nur in wenigen Fällen nachgewiesen. Es wurden einige Körbe und Seile gefunden, die aus den Fasen der Kugelsimse hergestellt waren.
Holz
Holz wurde in vielen Fällen mit entsprechenden Steinwerkzeugen bearbeitet. Gefäße aus Holz waren nicht so empfindlich wie solche aus gebranntem Ton. Die Spitzen der Speere und Lanzen, die aus Holz hergestellt waren, wurden durch Erhitzen gehärtet. Um bei der Beisetzung den Kontakt der Verstorbenen mit der Erde zu vermeiden, wurden die Leichname häufig auf Holzgestelle gelegt.
Felle
Die Felle  der Haustiere wurden für die Bekleidung genutzt und für die Beisetzung von Verstorbenen. Aus ihnen wurden aber auch verschiedene Gefäße zum Transport von Flüssigkeiten hergestellt. Es erscheint wahrscheinlich, dass zur Bearbeitung des Leders einfach Meerwasser verwendet wurde. Das Leder einiger Felle wurde vermutlich mit pflanzlichen Mitteln wie Gerber-Sumach oder Herbst-Seidelbast bearbeitet.  Die Felle wurden häufig mit dünnen Lederstreifen zusammengenäht.
Knochen
Aus Knochen wurden in erster Linie Ahlen hergestellt, mit denen zum Nähen Löcher in das Leder gebohrt wurden. Die Muster auf den Keramikschalen wurden mit spitzen oder abgeflachten Knochenwerkzeugen erzeugt. Aus Hohlknochen wurden auch Gefäße zur Aufbewahrung kleiner Gegenstände hergestellt. Es wurden einige Schmuckgegenstände gefunden, die aus Knochen hergestellt waren.
Muscheln
Muscheln waren ein wichtiger Teil der Nahrung. Ihre Schalen wurden aber auch zum Glätten von Leder und Keramik verwendet. Auf der Insel La Palma fand man eine große Anzahl aus Muscheln oder den Gehäusen von Purpurschnecken angefertigter Halsketten.

## Petroglyphen

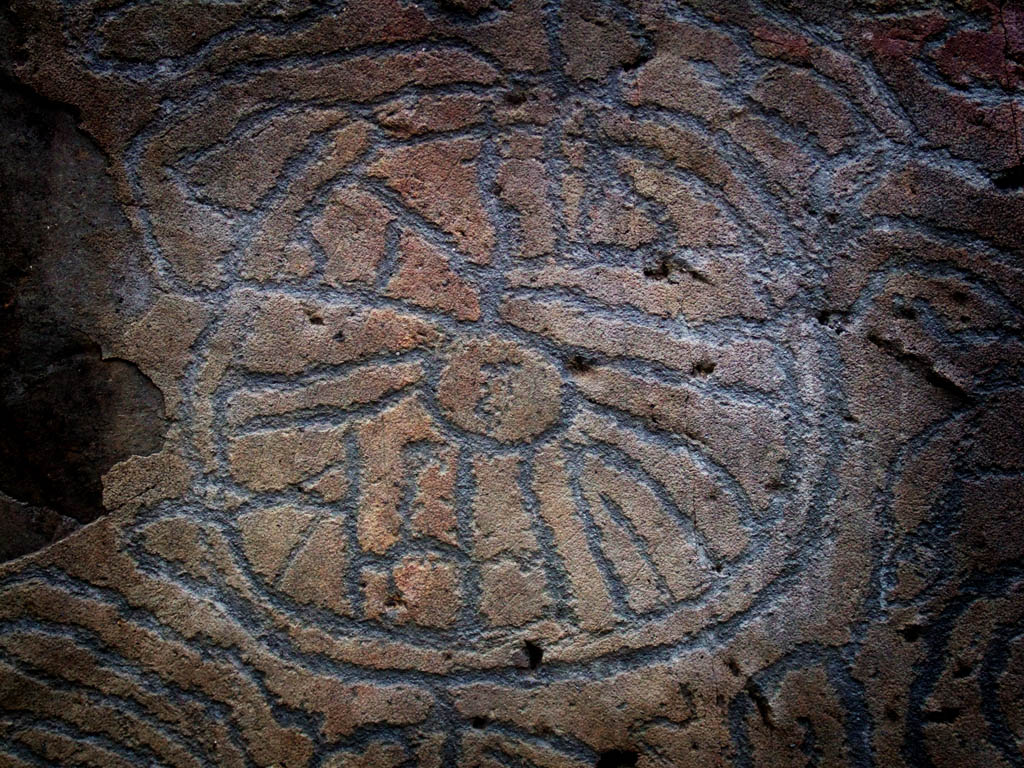
Geometrisches Motiv, Cueva de Belmaco, La Palma

Auf La Palma sind mehr als 200 Fundstellen von Petroglyphen bekannt, die auf der ganzen Insel auf alle Höhenlagen verteilt sind. Die Petroglyphen auf La Palma zeichnen sich durch das reiche Vorhandensein von geometrischen Motiven aus. Ovale, Ellipsen, Spiralen, konzentrische Kreise und Halbkreise, Mäander und Labyrinthe bedecken teilweise recht große, oft nahe beieinanderliegende Felsflächen.
Einige dieser Muster finden sich auch auf Keramikschalen wieder, so dass eine, zumindest relative, zeitliche Zuordnung möglich wird. Auf La Palma wurde bisher nur in der Cueva de Tajodeque eine Inschrift mit libysch-berberischen Zeichen gefunden.

## Untergang der Kultur
Nach der Wiederentdeckung der Kanarischen Inseln durch europäische Seefahrer und Missionare im 14. Jahrhundert gab es verschiedene, weitgehend erfolglose Versuche, auch die Einwohner La Palmas zum Christentum zu bekehren und der Herrschaft der Krone von Kastilien zu unterstellen.
Nach Abschluss der Eroberung der Insel Gran Canaria im Jahr 1483 bereitete der Gouverneur von Gran Canaria, Francisco Maldonado, die Eroberung der Insel La Palma vor. Er schickte Francisca de Gazmira, eine aus La Palma stammende Dienerin des Regidors Diego de Zurita als Vermittlerin. Sie sollte die Führer der Stämme der Insel La Palma einladen, den Wunsch zu äußern, getauft zu werden. Francisca de Gazmira kehrte von ihrer Reise nach La Palma mit vier oder fünf Herrschern der Insel nach Gran Canaria zurück. Diese wurden getauft und über den Verlauf der Eroberung der Insel Gran Canaria informiert, so dass sie zu dem Schluss kamen, dass ein Widerstand gegen die Eroberung La Palmas erfolglos sein würde. Nach der Rückkehr auf ihre Heimatinsel beeinflussten sie die Bewohner der Insel in diesem Sinne.
Am 29. September 1492 landete Alonso Fernández de Lugo mit einem Heer von etwa 900 Mann an der Westküste der Insel La Palma. Sie konnten ohne Kämpfe nahezu die ganze Insel besetzen. Der fehlende Widerstand wird darauf zurückgeführt, dass die Herrscher der Bezirke Aridane, Tihuya, Tamanca und Ahenguareme in Las Palmas getauft worden waren und daher mit den Kastiliern kooperierten. Der einzige Widerstand ging von dem Stamm der Acerós aus. Ihr Stammesgebiet war aufgrund der Lage in der Caldera kaum militärisch zu erobern und hätte, aufgrund der Autarkie des Gebietes, selbst einer langfristigen Belagerung standgehalten.  Alonso Fernandez de Lugo beging daher einen Vertrauensbruch, um Tanausú, den Führer der Acerós, gefangen zu nehmen.
Obwohl der Verkauf von Ureinwohnern, die getauft waren oder kurz vor der Konversion standen, als Sklaven durch eine königliche Erklärung vom 20. September 1477 verboten war, wurden etwa 1.200 Benahoaritos durch die kastilischen Eroberer auf der Iberischen Halbinsel als Sklaven verkauft.
Da sich Alonso Fernández de Lugo erst nach Abschluss der Eroberung Teneriffas und die Errichtung der dortigen Verwaltung um die Verteilung der Landflächen auf der Insel La Palma kümmerte, wurden in den ersten Jahren Grundstücke ohne rechtlich gesicherte Ansprüche durch Eroberer besetzt. Eine systematische Verteilung bzw. Bestätigung der beanspruchten Grundstücke fand erst nach 1501 statt. Die Ureinwohner wurden nur in wenigen Fällen bei der Landvergabe berücksichtigt. Sie waren gezwungen, sich taufen zu lassen und die kastilische Sprache zu verwenden. Die neu geschaffenen gesellschaftlichen Strukturen ließen keinen Raum für die überlieferten Traditionen.